# Fribrottningsmask

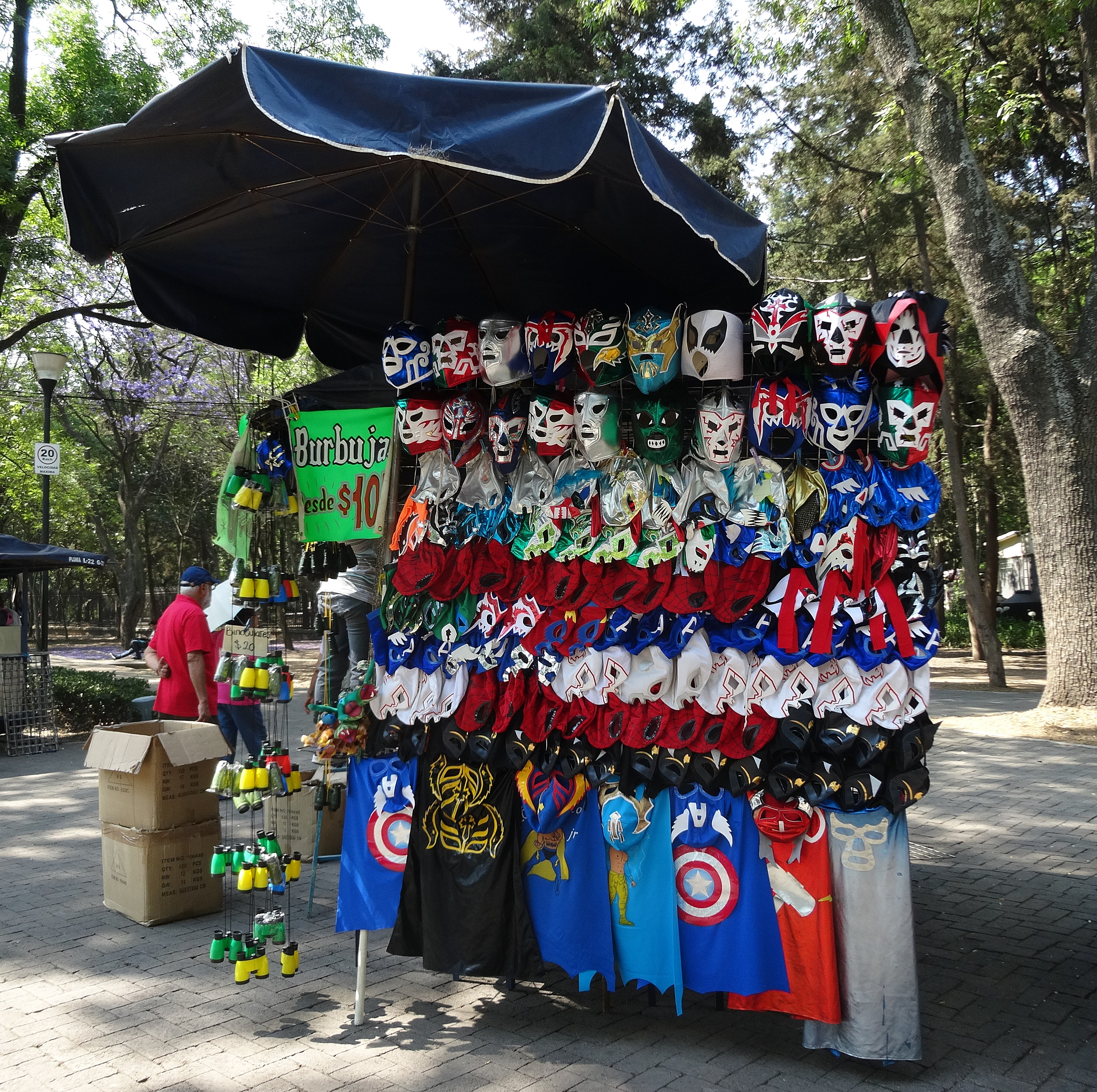
Fribrottningsmasker till salu vid ett stånd i stadsdelen Chapultepec i Mexico City.

En fribrottningsmask är en typ av ansiktsmask som ibland används av fribrottare i karaktärsbildande syfte, främst inom den mexikanska stilen lucha libre. Som material används ofta lycra eller andra tyger.
Masker inom brottningen tros ha härstammat från Europa och de första dokumenterade användandet av de går att spåra så långt bak som 1860-talet i Frankrike. När fribrottningen i början av 1900-talet blev allt större i Nordamerika så började även några av brottarna på den amerikanska kontinenten att bära masker. 
När fenomenet kom till Mexiko blev det genast en stor succé hos både publik och brottarna själva, och därefter har mexikansk lucha libre populariserat användandet av masker. De första maskerna var enkla, ofta med starka färger som syntes tydligt även för åskådare långt ifrån ringen. Genom åren har både kulturen kring maskerna samt dess utförande och detaljrikedom utvecklats.
Numera inleder de allra flesta fribrottarna i Mexiko sina karriär som maskerade och traditionsenligt behåller de masken på tills de förlorar den i en insatsmatch, en så kallad Lucha de Apuestas. Några brottare har dock avvikit från detta och tagit av sig masken frivilligt. Ett välkänt exempel på det är Eddie Guerrero.
Några av de mest berömda maskerade fribrottarna är El Santo, Blue Demon och Mil Máscaras. Några berömda nutida maskerade fribrottare är Rey Mysterio och Kane, kända från World Wrestling Entertainment. El Santo sägs ha begravts i sin mask när han avled år 1984.

## Historia
Under 1865 använde brottaren Theobaud Bauer en fribrottningsmask när han brottade i Paris. Han fortsatte använda sin mask när han brottade på en cirkusturné på 1860-talet innan han istället började brotta i USA.
1915 började den amerikanska brottaren Mort Henderson brottas med mask under namnet "Masked Marvel" vilket gjorde honom till den första amerikanska brottaren att använda masken som en gimmick. De kommande åren hade många brottare börjat brottas med en mask eftersom det skulle vara ett enkelt sätt att brottas inom ett nytt område som ett nytt ansikte. Vissa brottare hade en mask i vissa områden men brottades utan mask i ett annat för att få två separata identiteter.

### Masker i USA och Kanada
Många brottare som använde en fribrottningsmask under matcher har haft framgångsrika karriärer. På den tiden då fribrottning var mer regionalt var det inte ovanligt att det var flera fribrottare eller lag som använde mask under sina matcher. Det fanns även flera fribrottningslag där alla medlemmar använde identiska masker för att skapa en gemenskap mellan alla fribrottare i laget. 
Idag är det inte lika vanligt att fribrottare i USA eller Kanada brottas med en mask men maskerna har en lång historia i regionen och de tidigaste maskerade brottarna går ända tillbaka till år 1915. Det finns dock fortfarande välkända brottare i USA som brottas med en mask, däribland Rey Mysterio.

### Masker inom lucha libre
Det är en vanlig missuppfattning att maskerna inom lucha libre härstammar från aztekriket, inkariket eller mayariket men maskerna kommer ursprungligen från Mexiko och kom till när en ledare för ett fribrottningsförbund såg den maskerade fribrottaren Cyclone Mackey jobba i Texas och ville att Mackey skulle jobba för hans förbund, Consejo Mundial de Lucha Libre. De mexikanska fansen började snabbt beundra masken och inte långt efter började många mexikanska fribrottare använda mask under sina matcher. 
De tidiga maskerna använde simpla men starka färger och genom åren blev maskerna mer färgglada och få speciella betydelser. Till skillnad från i Nordamerika har populariteten inte alls minskat och det finns flera stånd på olika gator som säljer masker. Inom dagens lucha libre symboliserar många av de färgglada maskerna olika djur och gudar. Många brottare i Mexiko börjar sin karriär med en mask men hos många fribrottare brottas de utan masken under slutet på sin karriär. Maskerna definieras som "heliga" så tar man av sin mask under en match blir man automatiskt diskvalificerad. Om fribrottaren tappar sin mask under en match är dennes prioritet att försöka gömma sitt ansikte och även få hjälp med att göra det från personerna vid sidan av ringen.

## Bildgalleri

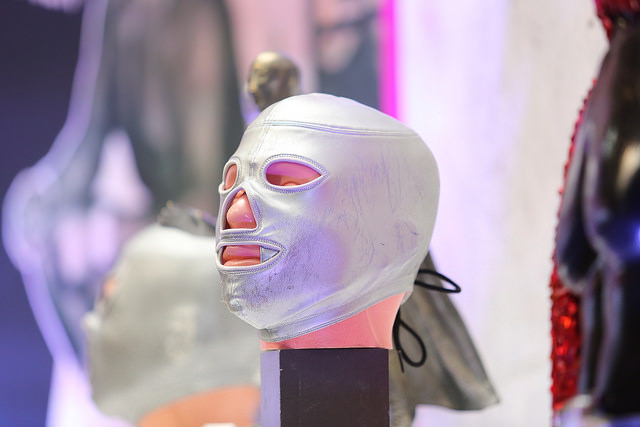
El Santos första mask från tidigt 1940-tal.
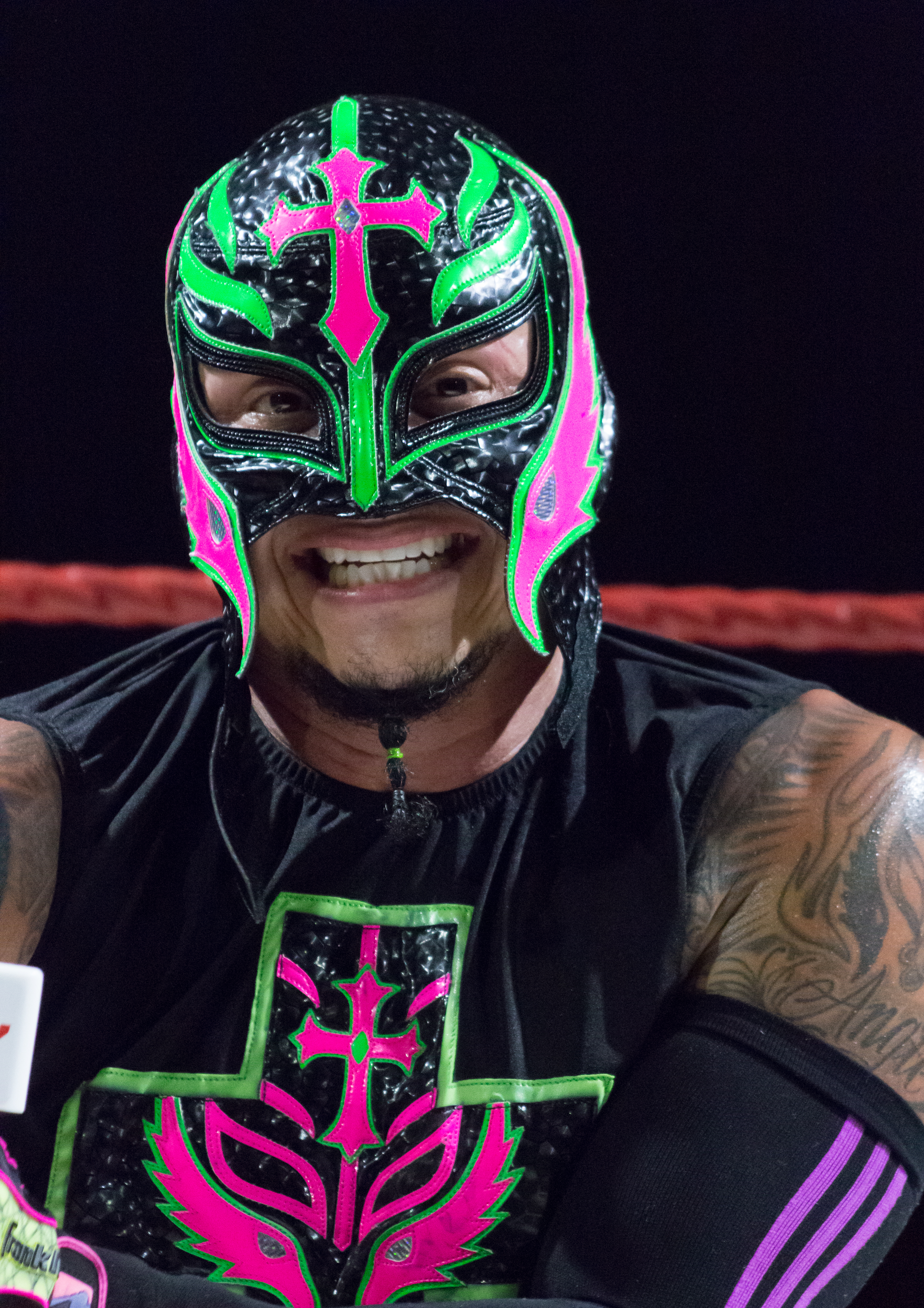
Rey Mysterio.
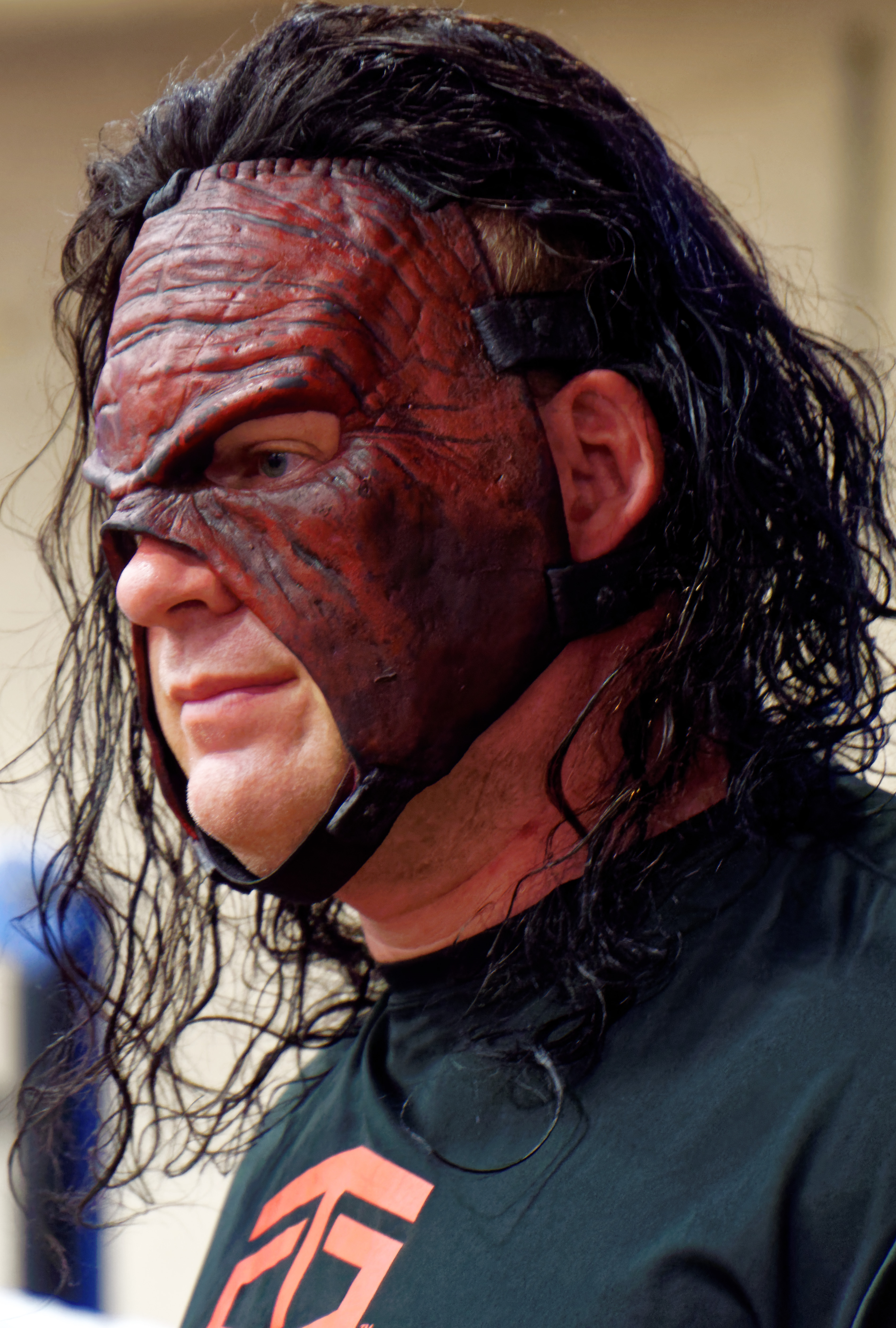
Den amerikanska fribrottaren Kane.
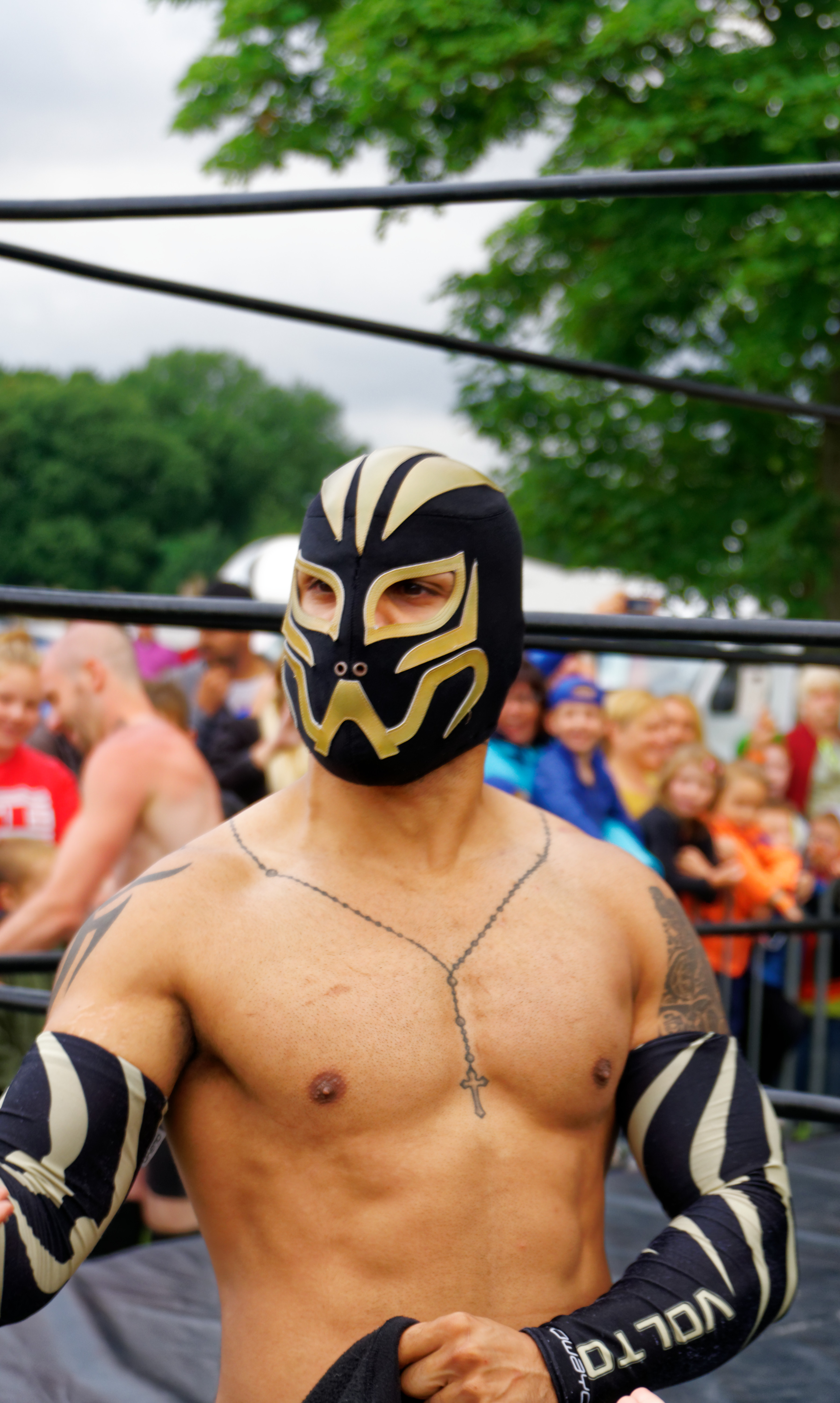
Den franska fribrottaren Senza Volto.
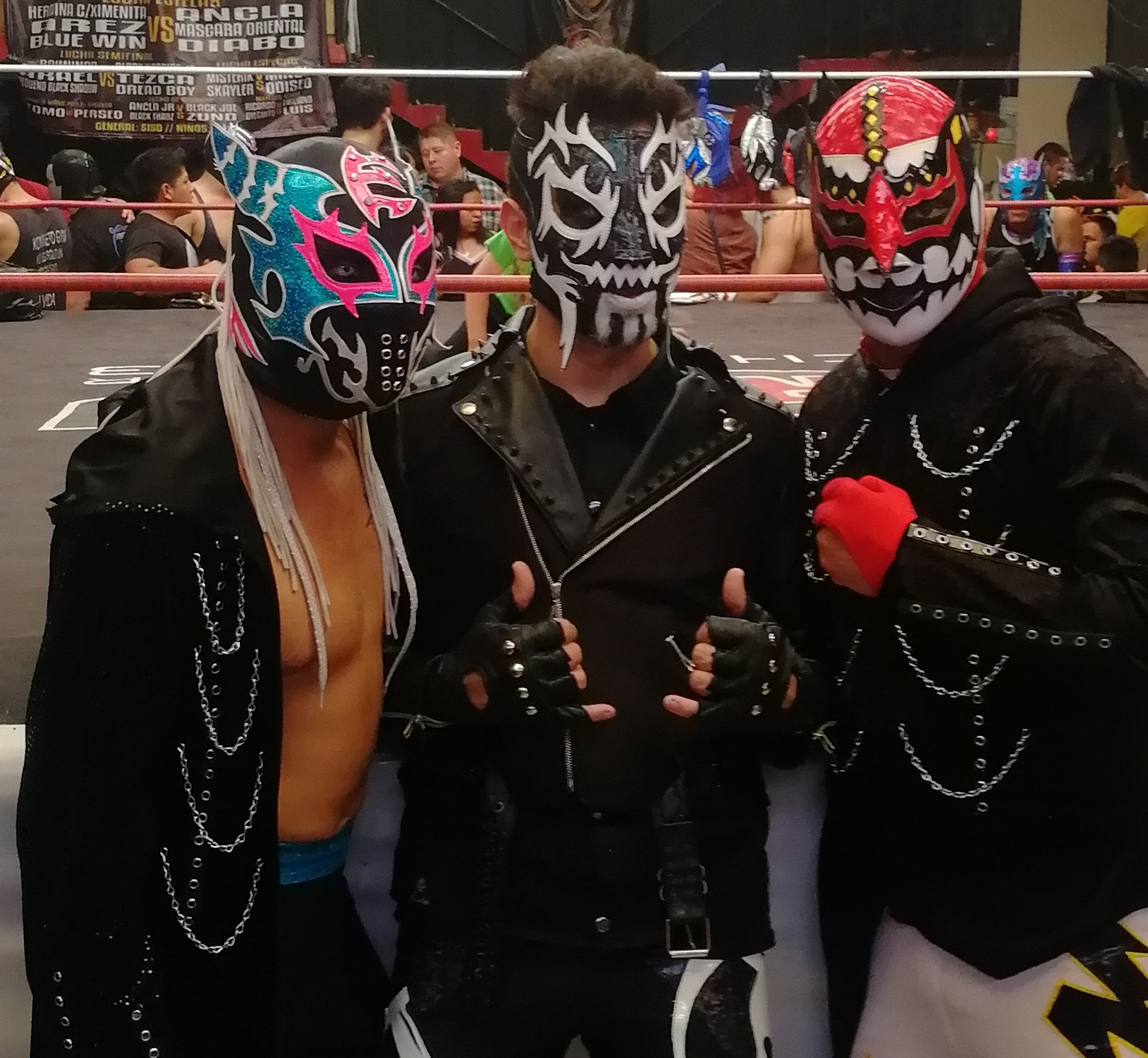
De unga fribrottarna Eurus, Gunner och Farsante med sina masker i Salón Citlalli.
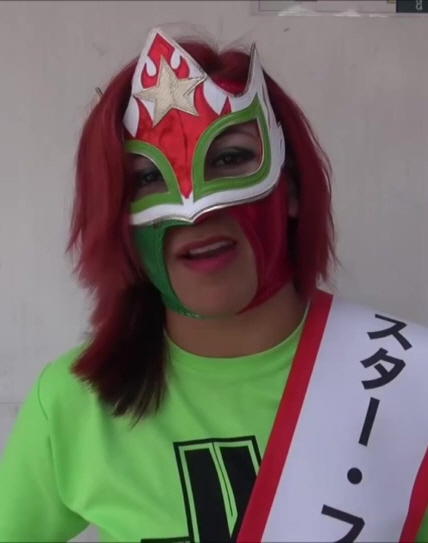
Det kvinnliga mexikanska fribrottaren Star Fire.